# 九州芸術祭文学賞
九州芸術祭文学賞（きゅうしゅうげいじゅつさいぶんがくしょう）は、公益財団法人九州文化協会が九州・沖縄各県、福岡市・北九州市・熊本市の３政令指定都市との共催で運営、公募する新人賞である。年に1度募集され、応募資格は九州（沖縄を含む）在住者に限られる。受賞作は『文學界』4月号に掲載されるともに、作品集が刊行される。受賞者から芥川賞作家を輩出するなど、地方文学賞としては異例の賞である。

## 受賞作一覧

### 第1回から第10回
| 回（年度）         | 賞       | 受賞者                   | 受賞作     |
| ------------------ | -------- | ------------------------ | ---------- |
| 第1回（1970年度）  | 最優秀作 | 「白い切り紙」           | 山田とし   |
| 第2回（1971年度）  | 最優秀作 | 「オープン・セサミ」     | 森田定治   |
| 第3回（1972年度）  | 最優秀作 | 「巨人の城」             | 松原伊佐子 |
| 第3回（1972年度）  | 優秀作   | 「雨と瓢箪」             | 高橋朔郎   |
| 第4回（1973年度）  | 最優秀作 | 「遠い日の墓標」         | 小郷穆子   |
| 第5回（1974年度）  | 最優秀作 | 「黎明の河口」           | きだたかし |
| 第6回（1975年度）  | 最優秀作 | 「頭蓋に立つ旗」         | 帚木蓬生   |
| 第7回（1976年度）  | 最優秀作 | 「水中の声」             | 村田喜代子 |
| 第8回（1977年度）  | 最優秀作 | 「ジョージが射殺した猪」 | 又吉栄喜   |
| 第9回（1978年度）  | 最優秀作 | 「賄賂」                 | 佐藤光子   |
| 第10回（1979年度） | 最優秀作 | 該当作なし               | 該当作なし |
| 第10回（1979年度） | 佳作     | 「一郎にすまぬ」         | 小山田正   |
| 第10回（1979年度） | 佳作     | 「馬走らす」             | 宮里尚安   |

### 第11回から第20回
| 回（年度）         | 賞       | 受賞者                       | 受賞作     |
| ------------------ | -------- | ---------------------------- | ---------- |
| 第11回（1980年度） | 最優秀作 | 「秋蝉の村」                 | 西谷洋     |
| 第12回（1981年度） | 最優秀作 | 「黄色いハイビカス」         | 蔵原惟和   |
| 第12回（1981年度） | 佳作     | 「緋の袴」                   | 佐々木信子 |
| 第13回（1982年度） | 最優秀作 | 該当作なし                   | 該当作なし |
| 第13回（1982年度） | 佳作     | 「お父ちゃん、ほたるになれ」 | 生田静香   |
| 第13回（1982年度） | 佳作     | 「さくらベビーホテル」       | 木村英代   |
| 第14回（1983年度） | 最優秀作 | 該当作なし                   | 該当作なし |
| 第14回（1983年度） | 佳作     | 該当作なし                   | 該当作なし |
| 第15回（1984年度） | 最優秀作 | 「桼の葉揺れやまず」         | 青崎庚次   |
| 第16回（1985年度） | 最優秀作 | 該当作なし                   | 該当作なし |
| 第16回（1985年度） | 佳作     | 「氷海の満つるとき」         | 武田美智子 |
| 第16回（1985年度） | 佳作     | 「カラス」                   | 岸田啓     |
| 第17回（1986年度） | 最優秀作 | 「鼻の周辺」                 | 風見治     |
| 第18回（1987年度） | 最優秀作 | 「雪迎え」                   | 岩森道子   |
| 第19回（1988年度） | 最優秀作 | 「水上往還」                 | 崎山多美   |
| 第20回（1989年度） | 最優秀作 | 「犬盗人」                   | 仲若直子   |

### 第21回から第30回
| 回（年度）         | 賞       | 受賞者             | 受賞作     |
| ------------------ | -------- | ------------------ | ---------- |
| 第21回（1990年度） | 最優秀作 | 「斜坑」           | 野島誠     |
| 第22回（1991年度） | 最優秀作 | 「スク鳴り」       | 中村喬次   |
| 第23回（1992年度） | 最優秀作 | 「神楽舞いの後で」 | 鶴ヶ野勉   |
| 第24回（1993年度） | 最優秀作 | 「ヒロの詩」       | 阿部忍     |
| 第25回（1994年度） | 最優秀作 | 「フユ婆の月」     | 吉井恵璃子 |
| 第26回（1995年度） | 最優秀作 | 「静かの海」       | 田崎弘章   |
| 第27回（1996年度） | 最優秀作 | 「水滴」           | 目取真俊   |
| 第28回（1997年度） | 最優秀作 | 「妖魔」           | 崎山麻夫   |
| 第29回（1998年度） | 最優秀作 | 該当作なし         | 該当作なし |
| 第29回（1998年度） | 佳作     | 「神様の失敗」     | 勝連繁雄   |
| 第29回（1998年度） | 佳作     | 「大巾着」         | 染矢直己   |
| 第30回（1999年度） | 最優秀作 | 「裸」             | 大道珠貴   |

### 第31回から第40回
| 回（年度）         | 賞       | 受賞者                   | 受賞作     |
| ------------------ | -------- | ------------------------ | ---------- |
| 第31回（2000年度） | 最優秀作 | 該当作なし               | 該当作なし |
| 第31回（2000年度） | 佳作     | 「サーンド・クラッシュ」 | 大城貞俊   |
| 第32回（2001年度） | 最優秀作 | 該当作なし               | 該当作なし |
| 第32回（2001年度） | 佳作     | 「かたつむり」           | 富崎喜代美 |
| 第33回（2002度）   | 最優秀作 | 「モモに憑かれて」       | 吉永尚子   |
| 第33回（2002度）   | 佳作     | 「八月のコスモス」       | 河合民子   |
| 第34回（2003年度） | 最優秀作 | 「糸」                   | 上原輪     |
| 第34回（2003年度） | 佳作     | 「窓ごしの風景」         | 野沢薫子   |
| 第35回（2004年度） | 最優秀作 | 該当作なし               | 該当作なし |
| 第35回（2004年度） | 佳作     | 「打棒日和」             | 相川英輔   |
| 第36回（2005年度） | 最優秀作 | 該当作なし               | 該当作なし |
| 第36回（2005年度） | 佳作     | 「観用家族」             | 鮒田トト   |
| 第37回（2006年度） | 最優秀作 | 「ナビゲーター」         | 芝夏子     |
| 第38回（2007年度） | 最優秀作 | 「ダンス」               | 小石丸佳代 |
| 第38回（2007年度） | 佳作     | 「ティッシュの箱」       | 松田るんを |
| 第39回（2008年度） | 最優秀作 | 「黒い顔」               | 近藤勲公   |
| 第39回（2008年度） | 佳作     | 「勝也の終戦」           | 松原栄     |
| 第40回（2009年度） | 最優秀作 | 「苔やはらかに。」       | 伊藤香織   |
| 第40回（2009年度） | 佳作     | 「コトリ」               | 玉木一兵   |

### 第41回から第50回
| 回（年度）         | 賞       | 受賞者                             | 受賞作       |
| ------------------ | -------- | ---------------------------------- | ------------ |
| 第41回（2010年度） | 最優秀作 | 「サウナ ニュー・ナカノシマ」      | 中瀬誠人     |
| 第41回（2010年度） | 佳作     | 「ケージ」                         | 悦本達也     |
| 第42回（2011年度） | 最優秀作 | 「おっぱい貝」                     | 小山内恵美子 |
| 第43回（2012年度） | 最優秀作 | 該当作なし                         | 該当作なし   |
| 第43回（2012年度） | 佳作     | 「声のゆくえ」                     | 曽原紀子     |
| 第44回（2013年度） | 最優秀作 | 「出航まで」                       | 平野宏       |
| 第45回（2014年度） | 最優秀作 | 「カーディガン」                   | 佐藤モニカ   |
| 第45回（2014年度） | 佳作     | 「ダンザ屋敷で」                   | 岩元正治     |
| 第46回（2015年度） | 最優秀作 | 「黒い湿った土のにおい」           | 野見山潔子   |
| 第47回（2016年度） | 最優秀作 | 「酒のかなたへ」                   | 尾形牛馬     |
| 第48回（2017年度） | 最優秀作 | 該当作なし                         | 該当作なし   |
| 第48回（2017年度） | 佳作     | 「砂場」                           | 出町子       |
| 第48回（2017年度） | 佳作     | 「霧の道標」                       | 田ノ上淑子   |
| 第49回（2018年度） | 最優秀作 | 「兎」                             | 平田健太郎   |
| 第50回（2019年度） | 最優秀作 | 「縁」                             | 日巻寿夫     |
| 第50回（2019年度） | 佳作     | 「カラスどんぶり」                 | こおろぎ青   |
| 第51回（2020年度） | 最優秀作 | 該当作なし                         | 該当作なし   |
| 第51回（2020年度） | 佳作     | 該当作なし                         | 該当作なし   |
| 第52回（2021年度） | 最優秀作 | 「足の間」                         | 白石昇       |
| 第52回（2021年度） | 佳作     | 「明治通りに打ち上げられたクラゲ」 | 金名サメリ   |
| 第53回（2022年度） | 最優秀作 | 該当作なし                         | 該当作なし   |
| 第53回（2022年度） | 佳作     | 「貉」                             | 豊島 浩一    |
| 第53回（2022年度） | 佳作     | 「工場にて」                       | 城戸 祐介    |